# Illiesonemoura atripes
Illiesonemoura atripes is een steenvlieg uit de familie beeksteenvliegen (Nemouridae). De wetenschappelijke naam van de soort is voor het eerst geldig gepubliceerd in 1959 door Aubert.